# Ardisia sphenobasis
Ardisia sphenobasis är en viveväxtart som beskrevs av Rudolph Herman Scheffer. Ardisia sphenobasis ingår i släktet Ardisia och familjen viveväxter. Inga underarter finns listade i Catalogue of Life.